# 短柄苹婆
短柄苹婆（学名：Sterculia brevissima）为梧桐科苹婆属的植物，是中国的特有植物。分布于中国大陆的云南等地，生长于海拔540米至1,300米的地区，一般生于山坡的混交林中、山谷和沟谷雨林中，目前尚未由人工引种栽培。